# 10de uitreiking van de Premios Goya
De 10de uitreiking van de Premios Goya vond plaats in Madrid op 27 januari 1996. De ceremonie werd uitgezonden op TVE en werd gepresenteerd door Verónica Forqué en Javier Gurruchaga.

## Winnaars en genomineerden
| Beste film | Beste regisseur |
| --- | --- |
| - Nadie hablará de nosotras cuando hayamos muerto - Boca a boca - El día de la bestia | - Álex de la Iglesia — El día de la bestia - Manuel Gómez Pereira — Boca a boca - Pedro Almodóvar — La flor de mi secreto |
| Beste acteur | Beste actrice |
| - Javier Bardem — Boca a boca - Álex Angulo — El día de la bestia - Federico Luppi — Nadie hablará de nosotras cuando hayamos muerto                                                                                              | - Victoria Abril — Nadie hablará de nosotras cuando hayamos muerto - Ariadna Gil — Antártida - Marisa Paredes — La flor de mi secreto |
| Beste mannelijke bijrol | Beste vrouwelijke bijrol |
| - Luis Ciges — Así en el cielo como en la tierra - Fernando Guillén Cuervo — Boca a boca - Federico Luppi — La ley de la frontera                                                                                                 | - Pilar Bardem — Nadie hablará de nosotras cuando hayamos muerto - Chus Lampreave — La flor de mi secreto - Rossy de Palma — La flor de mi secreto |
| Beste debuterend acteur | Beste debuterend actrice |
| - Santiago Segura — El día de la bestia - Juan Diego Botto — Historias del Kronen - Carlos Fuentes — Antártida | - Rosana Pastor — Land and Freedom - Amara Carmona — Alma gitana - María Pujalte — Entre rojas |
| Beste origineel scenario | Beste bewerkt scenario |
| - Nadie hablará de nosotras cuando hayamos muerto — Agustín Díaz Yanes - Boca a boca — Joaquín Oristrell, Naomi Wise, Juan Luis Iborra, Manuel Gómez Pereira - El día de la bestia — Jorge Guerricaechevarría, Álex de la Iglesia | - Historias del Kronen — Montxo Armendáriz, José Ángel Mañas - El palomo cojo — Jaime de Armiñán - El porqué de las cosas — Ventura Pons |
| Beste Spaanstalige buitenlandse film | Beste Europese film |
| - El callejón de los milagros — Mexico - El elefante y la bicicleta — Cuba - Sicario — Venezuela | - Lamerica — Gianni Amelio - Carrington — Christopher Hampton - The Madness of King George — Nicholas Hytner |
| Beste debuterend regisseur | Beste animatiefilm |
| - Agustín Díaz Yanes — Nadie hablará de nosotras cuando hayamos muerto - Icíar Bollaín — Hola, ¿estás sola? - Manuel Huerga — Antártida                                                                                           | Prijs werd dit jaar niet uitgereikt. |
| Beste camerawerk | Beste montage |
| - Antártida — Javier Aguirresarobe - El día de la bestia — Flavio Martínez Labiano - Flamenco — Vittorio Storaro | - Nadie hablará de nosotras cuando hayamos muerto — José Salcedo - Boca a boca — Guillermo Represa - El día de la bestia — Teresa Font |
| Beste artdirector | Beste productiemanager |
| - El día de la bestia — José Luis Arrizabalaga, Biaffra - La flor de mi secreto — Wolfgang Burmann - La leyenda de Balthasar el castrado — Javier Fernández                                                                       | - Nadie hablará de nosotras cuando hayamos muerto — José Luis Escolar - Boca a boca — Joseán Gómez - El día de la bestia — Carmen Martínez |
| Beste geluid | Beste speciale effecten |
| - El día de la bestia — Miguel Rejas, Gilles Ortion, José Antonio Bermúdez, Carlos Garrido, Ray Gillon - Boca a boca — Carlos Faruolo, James Muñoz, Brian Saunders - La flor de mi secreto — Bernardo Menz, Graham V. Hartstone   | - El día de la bestia — Reyes Abades, Juan Tominic, Manuel Horrillo - El niño invisible — Juan Ramón Molina, Juan Tominic, Manuel Horrillo - La cité des enfants perdus — Yves Domenjoud, Jean-Baptiste Bonetto, Olivier Gleyze, Jean-Christophe Spadaccini |
| Beste kostuums | Beste grime en haarstijl |
| - La leyenda de Balthasar el castrado — Pablo Gago Montilla - El día de la bestia — Estíbaliz Markiegi - La ley de la frontera — María José Iglesias                                                                              | - El día de la bestia — José Quetglas, José Antonio Sánchez, Mercedes Guillot - La flor de mi secreto — Juan Pedro Hernández, Antonio Panizza - Nadie hablará de nosotras cuando hayamos muerto — Ana Lozano, Carlos Paradela, Jesús Moncusi                |
| Beste filmmuziek | Beste origineel nummer |
| - Nadie hablará de nosotras cuando hayamos muerto — Bernardo Bonezzi - El día de la bestia — Battista Lena - El porqué de las cosas — Carles Cases                                                                                | Prijs werd pas vanaf de 15de uitreiking uitgereikt. |
| Beste korte film | Beste korte animatiefilm |
| - La madre — Miguel Bardem - Entre vías — Juan Vicente Córdoba - Escrito en la piel — Judith Colell - Hábitos — Juan Flahn - Sólo amor — José Javier Rodríguez Melcón                                                             | - Caracol, col, col — Pablo Llorens - Las partes de mí que te aman son seres vacíos — Mercedes Gaspar |
| Beste documentaire | Beste korte documentaire |
| Prijs werd pas vanaf de 16de uitreiking uitgereikt. | Prijs werd dit jaar niet uitgereikt. |
| Ere-Goya | |
| Federico Gutiérrez-Larraya | |

## Prijzen per film
| Film                                            | Nominaties | Prijzen |
| ----------------------------------------------- | ---------- | ------- |
| El día de la bestia                             | 14         | 6       |
| Nadie hablará de nosotras cuando hayamos muerto | 10         | 8       |
| Boca a boca                                     | 8          | 1       |
| La flor de mi secreto                           | 7          | 0       |
| Antártida                                       | 4          | 1       |
| Historias del Kronen                            | 2          | 1       |
| La leyenda de Balthasar el castrado             | 2          | 1       |
| La ley de la frontera                           | 2          | 0       |
| El porqué de las cosas                          | 2          | 0       |
| Así en el cielo como en la tierra               | 1          | 1       |
| Land and Freedom                                | 1          | 1       |